# Светски дан чистих руку
Светски дан чистих руку се обележава сваког 15. октобра.

## Историјат
На иницијативу међународне коалиције „Прање руку сапуном”, Генерална скупштина Уједињених нација је 2008. прогласила Међународном годином санитације и обележила први Светски дан чистих руку. Владе, школе, међународне институције, организације цивилног друштва, невладине организације, приватне компаније, појединци и остали представници и чиниоци друштва подржавају 15. октобар као Светски дан чистих руку.
Главни циљ је развијање културе и подизање свести о прању руку сапуном, како на глобалном, тако и на локалном нивоу. Првобитно је био намењен деци, а данас широј популацији. Сваке године се акцији придружи око двеста милиона људи широм света у преко сто земаља. Према прелиминарним резултатима Анкете о здрављу становника Републике Србије из 2013. године, 64,7% становника Србије редовно пере руке пре јела, после коришћења тоалета и при уласку у кућу.
Окосница Светског дана чистих руку је годишњи подсетник да прање руку сапуном и водом један од најбољих корака за избегавање ширења инфекција и клица. Верује се да образовање о прању руку у заједници доприноси смањењу броја људи који пате од дијареје за око 23—40%, изостајања са посла због гастроинтестиналних болести код деце за 29—57%, дијареје код људи са ослабљеним имунолошким системом за око 58% и респираторних болести, као што су прехладе, у општој популацији за око 16–21%.
Године 2019. је обележен са темом „Чисте руке за све”, а 2020. „Хигијена руку за све”.